# Brendan Cowell
Brendan Cowell (Sydney, 16 agosto 1976) è un attore e sceneggiatore australiano.

## Biografia
Cowell, nato a Sydney nel 1976, ha frequentato la Charles Sturt University di Bathurst.

### Vita privata
L'attore ha avuto una relazione di sei anni con la collega Rose Byrne.

## Filmografia

### Attore

#### Cinema
- Kick - Nati per ballare (Kick), regia di Lynda Heys (1999)
- City Loop, regia di Belinda Chayko (2000)
- La maschera di scimmia (The Monkey's Mask), regia di Samantha Lang (2000)
- Fight for Freedom (To End All Wars), regia di David L. Cunningham (2001)
- Deck Dogz, regia di Steve Pasvolsky (2005)
- Suburban Mayhem, regia di Paul Goldman (2006)
- Noise, regia di Henry Bean (2007)
- Ten Empty, regia di Anthony Hayes (2008)
- Le colline della morte (Beneath Hill 60), regia di Jeremy Sims (2010)
- I Love You Too, regia di Daina Reid (2010)
- Save Your Legs!, regia di Boyd Hicklin (2012)
- The Darkside, regia di Warwick Thornton (2013)
- Last Cab to Darwin, regia di Jeremy Sims (2015)
- Observance, regia di Joseph Sims (2015)
- Broke, regia di Heath Davis (2016)
- Edison - L'uomo che illuminò il mondo (The Current War), regia di Alfonso Gomez-Rejon (2017)
- Avatar - La via dell'acqua (Avatar: The Way of Water), regia di James Cameron (2022)
- Avatar - Fuoco e cenere (Avatar: Fire and Ash), regia di James Cameron (2025)

#### Televisione
- Water Rats - serie TV, 1 episodio (2001)
- Life Support - serie TV, 20 episodi (2001-2002)
- White Collar Blue - serie TV, 1 episodio (2002)
- Young Lions - serie TV, 2 episodi (2002)
- Fat Cow Motel - serie TV, 13 episodi (2003)
- Salem's Lot - miniserie TV, 2 puntate (2004)
- Love My Way - serie TV, 30 episodi (2004-2007)
- Rush - serie TV, 1 episodio (2010)
- The Slap - miniserie TV, 1 puntata (2011)
- Howzat! Kerry Packer's War - miniserie TV, 2 puntate (2012)
- I Borgia (The Borgias) - serie TV, 3 episodi (2013)
- Black Comedy - serie TV, 4 episodi (2014-2016)
- Soul Mates - serie TV, 1 episodio (2014)
- Wastelander Panda - serie TV, 6 episodi (2014)
- Brock - miniserie TV, 2 puntate (2016)
- Il Trono di Spade (Game of Thrones) - serie TV, 3 episodi (2017)
- The Letdown - serie TV, 3 episodi (2017-2019)
- Press - miniserie TV, 6 puntate (2018)
- The End - serie TV, 4 episodi (2020)
- Dune: Prophecy – serie TV, episodi 1x01-1x02 (2024)

### Sceneggiatore

#### Cinema
- Ruben Guthrie, regia di Brendan Cowell (2015)

#### Televisione
- Life Support - serie TV, 4 episodi (2001-2002)
- Love my Way - serie TV, 8 episodi (2004-2007)
- Dangerous - miniserie TV (2007)
- My Place - serie TV, 1 episodio (2009)
- The Slap - miniserie TV, 2 puntate (2011)

### Regista

#### Cinema
- Ruben Guthrie (2015)

#### Televisione
- The Outlaw Michael Howe - film TV (2013)

### Produttore
- New Skin, regia di Anthony Hayes (2002)
- Ten Empty, regia di Anthony Hayes (2008)
- Ruben Guthrie, regia di Brendan Cowell (2015)

## Teatro
- Amleto di William Shakespeare. Teatro dell'Opera di Sydney, Sydney (2008)
- True West di Sam Shepard. Wharf Theatre, Sydney (2010)
- La signorina Julie di August Strindberg. Belvoir St Theatre, Sydney (2013)
- L'anitra selvatica di Henrik Ibsen. Barbican Centre, Londra (2014)
- Yerma di Federico García Lorca. Young Vic, Londra (2016)
- Vita di Galileo di Bertolt Brecht. Young Vic, Londra (2017)
- Il crogiuolo di Arthur Miller. National Theatre, Londra (2022)

## Doppiatori italiani
Nelle versioni in italiano delle opere in cui ha recitato, Brendan Cowell è stato doppiato da:
- Gianluca Machelli in Avatar - La via dell'acqua
- Massimo De Ambrosis in Dune: Prophecy

## Riconoscimenti
- 2007 – Australian Academy of Cinema and Television Arts
  - Candidatura come miglior attore per Noise
- 2010 – Australian Academy of Cinema and Television Arts
  - Candidatura come miglior attore per Beneath Hill 60
- 2012 – Australian Academy of Cinema and Television Arts
  - Miglior sceneggiatura televisiva per The Slap
- 2015 – Australian Academy of Cinema and Television Arts
  - Candidatura per la miglior sceneggiatura originale per Ruben Guthrie